# Milan Čeleketić
Milan Čeleketić (en cirílico: Милан Челекетић) es un oficial superior que perteneció al antiguo Ejército Popular Yugoslavo (JNA) y tuvo una activa participación en las Guerras Yugoslavas luchado del lado serbio.
Habiendo iniciado su carrera militar en el JNA, posteriormente integró el Ejército de la Republika Srpska por un breve período y luego el Ejército de la República Federal de Yugoslavia (VJ) y el Ejército de la República Serbia de Krajina (SVK), en el cual alcanzó el grado de Teniente General.
Actualmente se encuentra acusado por Croacia de bombardear blancos civiles durante el desarrollo de la operación Bljesak en mayo de 1995.

## Biografía
Nació el 12 de agosto de 1946 en Mokrin, municipio de Kikinda, República de Serbia. Está casado y es padre de dos hijos.
Finalizó la Escuela Primaria en 1963 y la Escuela de Ingeniería Mecánica en 1967.

## Carrera militar
Ingreso a la Academia Militar de Belgrado el 7 de septiembre de 1967, integrando la promoción 24. Egresó como subteniente el 31 de julio de 1971 con la especialización en unidades blindadas y mecanizadas. En 1982 egresó del curso de Comando de Estado Mayor del Ejército.

### Ascensos
Sus ascensos fueron:
- 31 de julio de 1971: Subteniente arma unidades blindadas y mecanizadas.
- 1973: Teniente (extraordinario).
- 1976: Capitán.
- 1979: Capitán de primera clase 1979.
- 1983: Mayor.
- 1988: Teniente coronel.
- 1991: Coronel (extraordinario).
- 16 de julio de 1994: Mayor general (extraordinario).[1]

En el Ejército de la República Serbia de Krajina (SVK) alcanzó el grado de Teniente General, lo cual no fue correspondido en el Ejército Yugoslavo (VJ).

### Destinos y cargos
Se desempeñó como:
- 1971-1972: Jefe de Sección, Subotica.
- 1972-1977: Jefe de compañía mecanizada, Subotica;
- 1977-1982: Oficial de la Guardia, Belgrado.
- 1982-1984: Secretario de asuntos de enseñanza operativa en la brigada, Koprivnica.
- 1984-1988: Jefe de Batallón Blindado, Koprivnica.
- 1988-1990: Jefe de Estado Mayor de la 78.ª Brigada Motorizada, Koprivnica.
- 1990-1991: Jefe de Estado Mayor de la 265.ª Brigada Mecanizada, Bjelovar.
- 1991-1992: Comandante de la 16.ª Brigada Proletaria Motorizada del 5.º Cuerpo, en varios emplazamientos.
- 1992: Estado Mayor del 1.°Ejército, Belgrado.
- 1993: Comandante del 18.º Cuerpo del Srpska Vojska Krajina, Okučani.
- 1994-1995: Jefe de Estado Mayor del Ejército de la República Serbia de Krajina, Knin.

Participó en operaciones militares del 1 de marzo de 1991 al 30 de agosto de 1992 y del 29 de enero de 1993 a marzo de 1994.
Se retiró el 30/12/1994 del ejército yugoslavo. Su servicio continuó en el SVK hasta la ocupación de Eslavonia Occidental. Luego renunció a mediados de mayo de 1995.

### Desempeño durante las Guerras Yugoslavas
El 12 de agosto de 1991, la comunidad serbocroata de Eslavonia Occidental proclamó la creación de la "Región Autónoma Serbia de Eslavonia Occidental" y tres días después ocupó Okučani. El 14 se produjo los primeros enfrentamientos cuando tropas de policía croata ingresaron a la localidad. El 17 arribó un batallón de la 265 Brigada Mecanizada JNA 265 de Bjelovar (350 soldados y 25 vehículos de combate), con la idea de constituirse como fuerza de amortiguación pero quedó del lado de los serbios, después de lo cual las fuerzas croatas se retiraron de Okučani.
Para entonces, el Teniente Coronel Milan Čeleketić era Jefe del Estado Mayor de la 265.º Brigada Mecanizada (Bjelovar). El batallón que se trasladó desde Bjelovar al lugar del conflicto lo hizo a cargo de Čeleketić.
A mediados de septiembre, la 16.ª Brigada Proletaria del JNA cruzó el río Sava con el objeto de luchar contra los independentistas croatas. A la misma se le agregó el batallón de la 265.ª Brigada presente en Okučani y Čeleketić fue puesto a cargo de la misma. Con el cambio de denominación y su transferencia al 1.º Cuerpo de la Krajina del Ejército de la Republika Srpska, en mayo de 1992, se mantuvo como su comandante de la 16.ª Brigada.
A partir de junio de 1992, participó junto a su 16.ª Brigada en la Operación Corredor 92, en Posavina - Bosnia. En agosto fue reemplazado en el comando por el Coronel Novica Simić. Pasó a desempreñarse como oficial del Sector de Operaciones y Asuntos de Estado Mayor del Estado Mayor del 1.º Ejército de Ejército Yugoslavo (VJ) (Belgrado).
En febrero de 1993, con el grado de coronel, reemplazó al general Jovan Čubrić como comandante del 18.º. Cuerpo del SVK, con puesto comando en Okučani.
El 22 de febrero de 1994, siendo comandante del 18.º. Cuerpo con el rango de coronel, el presidente de la RSK, Milan Martić, decretó su promoción excepcional al grado de Mayor General del Ejército Serbio de la Krajina. Ese mismo día, la misma autoridad lo designó como Jefe del Estado Mayor del SVK en Knin.
El ascenso otorgado por Milan Martić en febrero de 1994, fue recibido por Momčilo Perišić, jefe del Estado Mayor General del Ejército Yugoslavo (VJ) (desde agosto de 1993 al 24 de noviembre de 1998), como una propuesta de ascenso en el VJ. Perišić decidió condicionar la promoción a su desempeño en el cargo. En junio es ascendido al grado de Mayor General del VJ, situación que no fue hecha pública para ocultar su relación con el VJ.
En marzo de 1995, Čeleketić fue promovido al rango de Teniente Coronel General por un decreto presidencial de la RSK y por una ley de la Asamblea de esa entidad de mayo de 1995.
El 23 de marzo de 1995, Croacia se quejó ante la Asamblea General de las Naciones Unidas por la intromisión de la República Federal de Yugoslava en su país difundiendo un listado de 51 ex-oficiales del JNA que entonces prestaban servicios en el Ejército de Yugoslavia y que fueron enviados a desempeñar actividades en territorios de Croacia. La queja detallaba que los sueldos eran pagados por el Gobierno de la República Federal de Yugoslavia (Serbia y Montenegro). Entre ellos figuraba el Čeleketić  como Jefe del Ejército de los Serbios de Krajina".
El 1 de mayo, los croatas lanzaron una ofensiva general (Operación Bljesak) sobre la Región Autónoma Serbia de Eslavonia Occidental (SAO-ZS) por medio de la cual toman todo el sector en cuatro días. Según el juicio del ICTY que condenó a Milan Martić, a las 1300 horas de ese día, Milan Čeleketić, en presencia de Martić, ordenó el fuego de artillería sobre Sisak, al sudeste de Zagreb. Agregó la sentencia que la evidencia mostró que la razón del ataque fue "tomar represalias contra el Ejército Croata que había llevado a cabo una agresión en Eslavonia Occidental". El fuego de artillería se abrió a las 1700 horas. Ese mismo tribunal señaló que el militar se encontraba a favor de una solución no pacífica al conflicto.
El 15 de mayo de 1995 solicitó su renuncia al cargo al Presidente de la RSK, Milan Martić, por la derrota sufrida por el 18.º Cuerpo unos días antes.
En junio de 1995, Perišić rechazó la propuesta de ascenso en el VJ porque responsabilizó a Čeleketić por la pérdida del territorio en Eslavonia Occidental. En octubre fue retirado del 40.º Centro de Personal del Ejército Yugoslavo, dependencia de la cual dependían los militares serbios en Croacia.
En julio de 1995 se expidió la comisión establecida por la Asamblea de la RSK para analizar los hechos que condujeron a la derrota serbia en Eslavonia Occidental. A través de su informe, fue acusado como uno de los responsables por la caída de la Región Autónoma Serbia de Eslavonia Occidental en mayo de ese año al ser ineficiente en integrar su sistema de defensa y deliberadamente violar un acuerdo internacional firmado por la RSK.
En julio de 2019, la Oficina del Fiscal del Estado del Condado de Zagreb lo acusó, junto con Zarko Gacic, entonces comandante del 39.º Cuerpo (Banja), Milorad Jankovic, comandante de la 31.ª Brigada (Petrinja) y Jovan Pavlic, comandante de la división de artillería en esa brigada.
En marzo de 2020, Milan Čeleketić recibió de parte del Tribunal del condado de Zagreb una sentencia en ausencia de 20 años en prisión por el ataque con cohetes a Zagreb y Karlovac en 1995. En el mismo acto, Milan Martić fue sentenciado a 7 años en prisión por atacar Karlovac. Ambos fueron declarados inocentes por atacar a Jastrebarsko. Sin embargo, ninguno quedó al alcance del sistema judicial croata. Čeleketić esta en Serbia y Martić cumpliendo una sentencia del Tribunal Internacional de La Haya de 35 años de prisión en Tartu, Estonia. Según el veredicto, Martić ordenó a Čeleketić disparar sobre Zagreb con cohetes Orkan en represalia por la acción del HV para liberar la Eslavonia Occidental.

## Condecoraciones
Fue condecorado con:
- Medalla al Mérito Militar (1975).
- Orden del Mérito Militar con la Espada de Plata (1978).
- Orden del Ejército Popular con la Estrella de Plata (1980).
- Orden del Mérito con la Estrella de Plata (1985).
- Orden del Mérito Militar con la Espada de Oro (1989).

## Lectura Complementaria
18.º Cuerpo del Srpska Vojska Krajina.
Ejército de la República Serbia de Krajina.
Ataque con cohetes a Zagreb.